# FOX (台灣頻道)

FOX (台灣頻道) 2014至2016 使用的台標

FOX HD頻道的截圖，可見其頻道口號為The Best. First.。

FOX（台灣頻道）是福斯傳媒集團旗下已停播的綜合娛樂頻道。

## 概述
本頻道於2014年年初改版時，以「娛樂0國界」、「全方位綜合娛樂頻道」為口號，除了原有的韓國綜藝節目，並與引進FOX於美國本土製作的知名影集、節目、卡通，並聲稱「引進更多歐美以及日韓最新、最有創意的內容，也加入台灣自製的戲劇和綜藝節目」。

## 歷史事紀
- 2013年12月26日，福斯國際電視網（改組前的福斯傳媒集團）舉辦FOX開播記者會。

- 2014年1月1日起，FOX娛樂台正式更名為FOX（台灣頻道）。原數位平台（MOD、部分數位有線電視）上的FOX HD ，該頻道中止播出亞洲版本訊號並轉換為台灣版本訊號，與更名後的SD版本同步播出。

- 2014年1月4日起，FOX台灣頻道播出《辛普森家庭》中文版，每週六晚上11點全台首播。

- 2014年4月10日起，FOX台灣頻道播出《蓋酷家庭》中文版，每週四晚上10點全台首播。

- 2014年6月2日起，FOX台灣頻道播出《地獄廚房》（地獄廚房撂中文）第11季中文版，每週一至週五晚上9點至10點全台首播。

- 2014年10月，FOX台灣頻道播出的《Running Man》節目，由鈊象電子旗下線上遊戲唯舞獨尊DX冠名贊助，並更名為唯舞獨尊DX Running Man，這是FOX台灣頻道第一個冠名贊助節目。

- 2015年4月6日起，首部以台灣移民家庭為故事背景的情境喜劇《菜鳥新移民》，每週一晚上10點全台首播。

- 2022年1月1日，FOX台灣頻道因迪士尼傳媒在台政策改名為STAR World。 [6]

## 批評與爭議
2014年1月1日，該頻道HD台中止播出亞洲版本訊號，並轉換為台灣版本訊號，此一整併舉措（將美劇台與韓娛台合併再分別以HD及SD畫質在MOD及有線電視播出）使得節目表大為更動（如原亞洲版本訊號播出中之劇集有半數不再播出，另一半則悉數由該季度「首集」重新播起），引發原先透過MOD觀賞亞洲版本訊號的美國電視影集迷，以及本由有線電視收看FOX娛樂台的韓國娛樂粉絲大為不滿。另外，頻道所屬集
團對於拉高台灣甚至整個華語圈營收的野心很大，整併頻道應布局了一段時間。然而該集團非常晚，才以「跑馬燈」通知收視戶，而且跑馬燈時有時無，過於迅速的變革導致不少觀眾適應不及，也是引發爭議的一部份原因。
觀眾也宣稱，對於MOD的FOX HD收視戶而言，往往所選擇的套餐中也包含了同一集團專播韓國娛樂節目的Channel M（現為tvN）頻道，等於說訂閱了兩個節目雷同率達50%的頻道，十分不划算。同時也認為，由於許多收視戶有觀看套餐其他頻道的需求，恐怕退租率也不高，似乎也在該集團的算計之內。

## FOX CH78 和 FOX HD
2014年1月1日起，該頻道提供兩種選擇，
FOX CH78 是播送於當時的有線電視頻道，採用類比訊號的 SD標準畫質，576i 解析度與4:3的顯示比例播送
FOX HD 是播送於當時的中華電信MOD與數位高畫質電視，採用類比訊號的 HD高畫質，1080i 解析度與16:9的顯示比例播送
在當時節目廣告結尾的提及頻道時，總是說到「78台FOX，FOX HD」並在畫面中個別顯示兩個台標「FOX CH78」和「FOX HD」
這種形式一直持續到類比訊號的FOX台灣頻道停用

## 海外播放
2007年5月起，Channel [V]在香港透過now寬頻電視落地同步播放，但是廣告時段因為版權問題，改為插播滾動節目時間表。
從2007年7月中旬在新加坡落地播放起，Channel [V] 娛樂台（台灣）分為兩個版本，一個是「國內版」，一個是「海外版」。「海外版」以每天6小時（星期六、日為12小時）循環播放，不過黃金節目時間（平日下午6時至12時，週末中午12時至午夜12時）仍跟台灣「國內版」同步播出，只有少部分外購節目(例如超級名模生死鬥)被抽起，改為重播其他節目，「海外版」亦沒有播放台灣的廣告，只循環播放和自製節目（如我愛黑澀會及模范棒棒堂）相關的廣告及預告片段，這樣的安排可方便Channel [V] 娛樂台（台灣）日後落地其他國家及地區播放。目前，「海外版」已經在香港、馬來西亞、美國、加拿大及新加坡落地播出。
由於2011年起，我愛黑澀棒棒堂停播後，「國內版」改以播放外購節目為主，而牽涉海外播放版權問題，此等節目連同音樂飆榜（西洋榜）於「海外版」會被抽起，改為重播旗下製作的節目，因此於黃金時段跟「國內版」同步的概念等同被捨棄，使「海外版」的節目內容大幅度減少。2013年7月，最後一個同步播放的自製節目「就是愛JK」停播，自此國內版和海外版不再同步播放。
儘管「國內版」已在2012年9月1日、2014年1月1日更改頻道名稱，「海外版」的頻道名稱仍然維持原名「Channel [V](台灣)」不變，也和同一集團的FOX(亞洲版本)毫無關係。

現時「海外版」頻道播放音樂錄影帶(普普風、新嗓門)或重播以前的自製節目，以及衛視中文台精選節目，不再有新節目於本頻道首播。
2018年7月15日，Channel [V]台灣頻道停播。

## 收看方式

### 有線電視
| 頻道 | 畫質版本 | 系統業者                                   |
| ---- | -------- | ------------------------------------------ |
| 47   | HD       | 祥通有線電視                               |
| 77   | HD       | 澎湖有線電視(HD);三大有線電視(HD)          |
| 78   | HD       | 中嘉數位旗下三冠王、雙子星有線電視         |
| 79   | HD       | 凱擘大寬頻、台灣大寬頻;TBC台灣寬頻通訊     |
| 83   | HD       | 洄瀾、東亞、東台有線電視；東台有線播送系統 |
| 84   | HD       | 大豐媒體                                   |
| 96   | HD       | 南國有線電視                               |
| 101  | HD       | 台灣數位光訊                               |

### 寬頻電視
| 頻道 | 畫質版本 | 系統業者    |
| ---- | -------- | ----------- |
| 623  | HD       | 中華電信MOD |

## 節目
節目名稱後附加「#」者，表示該節目為雙語播出。

### 播出中節目

#### 西洋影集
- 神盾局特工
- 金錢戰爭
- 犯罪心理
- 菜鳥新移民
- 變種天賦
- 變種軍團
- 摩登家庭
- 重返犯罪現場
- 重返犯罪現場：紐奧良
- 末路驅魔人（英语：Outcast (TV series)）
- SWAT反恐特警組
- 天蠍行動
- 深谷十日（英语：Ten Days in the Valley）
- 震撼教育（英语：Training Day (TV series)）
- 陰屍路
- X檔案
- 火速救援最前線
- 新夏威夷之虎
- 末日之旅
- 翻案女王

#### 卡通
- 辛普森家庭（中英雙語）
- 蓋酷家庭（中英雙語）

### 已播畢節目
- 危情三天
- Music Bank
- 雷普利小姐
- 幸福街第3號出口
- 酷航K-POP獵星行動（英语：K-Pop Star Hunt）
- 地獄廚房
- 赤腳的朋友們
- SHINee 美好的一天（朝鲜语：샤이니의 어느 멋진 날）
- 宇宙大探索[14]
- 雅痞神探
- 靈書妙探
- 斷頭谷
- 飛越舞動:英國篇（英语：Got to Dance）
- iTunes流行音樂季2013
- iTunes Festival
- 陰屍路
- 尖叫女王
- 殺手信徒
- 尋骨線索
- 我們結婚了國際版
- 李敏鎬美好的一天
- 主君的太陽
- 來自星星的鄰居
- 綁架危機（英语：Crisis (TV series)）
- 名偵探柯南
- 雙城追兇（英语：The Bridge (2013 TV series)）
- 美國諜夢
- 廢柴聯盟
- 驚險20刻
- 對立世界（英语：Opposite Worlds）
- 百年新娘
- 卡特探員
- 2015中華職棒熱身賽
- 對我而言可愛的她
- 韓國人氣歌謠
- 傲慢與偏見
- 姜食堂
- 花遊記
- Running Man

## 沿革

### 概述
2012年9月1日起，Channel [V]頻道更名為「FOX娛樂台」，台標也於2012年9月1日00:30更換。[V]台標原移至左下角（或右下角），現已消失。更名後，除了繼續播出原本在Channel [V]頻道時期所播出的節目，開始引入同公司的福斯國際電視網的外購劇集及Channel M的資訊節目。該台為集團的旗下旗艦頻道FOX的延伸本土在地化頻道。
- 2012年8月16日，福斯國際電視網舉辦FOX娛樂台誓師大會暨開播記者會。

- 2012年9月1日起，Channel [V]頻道更名為「FOX娛樂台」，台標也於2012年9月1日00:30更換。

- 2013年5月11日，音樂飙榜播出最後一期，之後該節目停播。

- 2013年7月起，FOX娛樂台不再播出自製節目，最後一個自製節目「就是愛JK」於2013年6月29日播出最後一集後，該台正式成為全外購節目頻道，或重播集團所屬衛視中文台播出過的戲劇。

- 2014年1月1日起，FOX娛樂台正式更名為FOX台灣頻道。

### 自製節目

#### 綜藝
- 娛樂NP3 - 由小香主持的3分鐘娛樂新聞節目，每次只報導兩則新聞，並以黑Girl和Lollipop棒棒堂的相關新聞為優先，曾改由容嘉主持，但現已無主持人主持。
- 就是愛JK - 由吳建恆主持的1小時日韓音樂節目；2013年6月29日播出最後一集。
- 音樂飆榜 - 由容嘉(華語榜)、吳建恆(日韓榜)、MC40(西洋榜)主持的金榜節目，每週公佈20大華語、日韓、10大西洋熱門歌曲的排名。獨立於Channel [V]中國大陸的同名節目；2013年5月11日播出最後一集。

#### 音樂
- 普普風 - 只播放音樂錄影帶的純音樂節目。
- 首映場 - 播放其他電視台尚未播放的新歌音樂錄影帶，於「普普風」時段播出；部份強檔音樂錄影帶則於黃金時段作足本播放。
- 嗆MV - 在兩個節目之間播出數分鐘，播放近期主打歌曲的音樂錄影帶精華片段。

#### 主持人
- 劉容嘉（容嘉） - 我愛黑澀會（助理主持、外景主持）、模范棒棒堂（助理主持）、音樂飆榜、流行In House、哪裡5打抗、娛樂排排讚、V NEWS
- 吳建恆 - 音樂飆榜、就是愛JK
- MC40 - 音樂這個讚、娛樂排排讚、校園SUPERMAN、音樂飆榜
- 允菲 - VJ普普風、美眉普普風、模范棒棒堂（第一屆-助理主持）、流行In House、就是愛JK(助理主持)

### 外購節目

#### 音樂
- 韓國人氣歌謠
- Music Bank
- M! Countdown 韓國流行音樂榜

#### 韓國綜藝
- 韓國娛樂速遞（朝鲜语：tvN E NEWS）
- 偶像求愛兵團
- 瘋狂遊戲(Sesame Player)系列 [16]
- 一週偶像來報到
- 愛情追緝令
- 100分滿分
- Hello Baby系列[17]
- Cover Dance 舞動K世界（英语：K-pop Cover Dance Festival）
- 青春不敗
- 出發吧!夢之隊
- 老么的叛亂時代（朝鲜语：아이돌 막내 반란 시대）
- 夜行星（朝鲜语：밤샘 버라이어티 야행성）
- 4MINUTE的老師好帥（朝鲜语：포미닛의 Mr.티쳐）
- 偶像軍團（朝鲜语：아이돌 군단의 떴다! 그녀）
- Running Man[18]

### Channel [V]台灣時期

Channel [V]台灣時期台標
(1994年-2012年8月31日)

#### 戲劇
- 秘密花園（原音播出）
- 浪漫小鎮
- 絕不認輸
- 雷普利小姐

#### 動畫
- 亂馬1/2
- 名偵探柯南
- 新青少棒揚威記

### 概述
台灣的Channel [V]除了播放音樂節目外，還有動畫、綜藝、電視劇等節目。由Channel V（台灣）頻道總監計劃及打造的明星育成節目「我愛黑澀會」與「模范棒棒堂」在台灣播出後受到不少歡迎，創出開台以來最高收視率，更躍入AGB尼爾森的個人收視排行榜。我愛黑澀會吸引了很多台灣少女參與，隊長大牙（周宜霈）因參與節目而晉身成 Channel [V] 娛樂台（台灣）的 VJ。2005年末和2006年11月，九位黑澀會美眉及六名棒棒堂男孩脫穎而出，分別組團及拆成小團推出EP+DVD及寫真集，並獲邀參演該台其他節目，以及到其他電視台宣傳。黑Girl與Lollipop棒棒堂常被其他綜藝節目當作模仿搞笑的題材，例如中天電視《全民大悶鍋》的〈悶鍋黑澀會〉及〈悶鍋棒棒堂〉，還有三立都會台《完全娛樂》的〈偶愛胖胖堂〉等。
不過，台灣網路論壇跟BBS出現對Channel [V]的批評，對該頻道濫播我愛黑澀會及模范棒棒堂反感，甚至批判「Channel [V]已非專業音樂頻道」。亦有觀眾批評節目內定力捧人選、偏袒、懷疑節目做假、抄襲日本節目等等負面意見。而VJ大牙接受記者採訪說過藝人不需要讀書的言論，也備受批評。「我愛黑澀會」與「模范棒棒堂」節目也經常被爆出創意抄襲日本著名綜藝節目男女糾察隊，飽受網友抨擊，Channel V則表示節目內容就是參考男女糾察隊，而後引發男女糾察隊的收看熱潮。除此之外，最近更有"我愛黑澀棒棒堂的開頭是抄來的?" （页面存档备份，存于）這樣具有相當可信度的討論出現，內容指稱我愛黑澀棒棒堂的開頭自絕望先生第三季開頭的部分畫面，以及K-ON!的開頭音樂(詳見條目我愛黑澀棒棒堂)。
- 2006年起，Channel [V]改稱「Channel [V] 娛樂台」（[V]娛樂），以配合Channel [V]在台灣的節目改革。

- 2007年，總監張世明（Andy）安排棒棒堂阿本和黑澀會小薰拍攝中視及八大電視台製作的偶像劇18禁不禁，二人迅速竄紅，阿本得到2007年「樂派對」演出機會，及成為Lollipop棒棒堂6人以外，第一個正式以獨立藝人身分出道的棒棒堂成員。同年，[V]娛樂和民視合作，製作偶像劇黑糖瑪奇朵，由黑Girl（當時稱黑澀會美眉，十妞妞時期）及Lollipop棒棒堂全員領銜主演，分別於民視無線台、衛視中文台及香港無綫電視J2台播出。

- 2008年，[V]娛樂和同公司旗下的民視`衛視中文台合作，製作偶像劇黑糖群俠傳，由黑Girl（小薰、丫頭、MeiMei及小蠻）、Lollipop棒棒堂（王子、小煜及阿緯）及超克7（當時稱棒棒堂二軍）（阿本及小馬）領銜主演，本劇於`民視`衛視中文台播出。

- 2011年起，頻道名稱改回Channel [V]，除了播放音樂節目外，還有動畫、綜藝、電視劇等節目。

- 2012年4月起，Channel [V]的節目在播出時，左下方會有「FOX」的浮水印圖案。

- 2012年9月起，Channel [V]頻道更名為「FOX娛樂台」，台標也於2012年9月1日00:30更換。

### 自製節目

#### 綜藝
- 我愛黑澀會 - 由黑人主持，原由Lollipop F、容嘉、小香、JPM輪流擔任助理主持，現由黑Girl輪流擔任助理主持，從2005年8月開播，期間在2006年某月從節目中選出9位美眉，組成黑澀會美眉，於2008年7月更改團名為黑Girl。可惜其成員彤彤及鬼鬼分別因個人因素及約滿而退出該團體，變成7人的團體，後停播並與模范棒棒堂合併為我愛黑澀棒棒堂。
- 模范棒棒堂 - 由范范主持，原由容嘉、小香、黑Girl、黑澀會美眉輪流擔任助理主持，後由容嘉、小香輪流擔任助理主持，從2006年8月開播，期間在2006年11月從節目中選出6位底迪，組成Lollipop棒棒堂之後在2008年8月從節目中選出7位成員，組成模范七棒，第一屆底迪於2008年8月底節目中畢業，2009年2月底結束第二屆，現由Lollipop F、JPM、模范七棒及模范三軍以「三代同堂」的姿態一同錄影，繼續當底迪，2009年7月底正式退堂，現己停播，與我愛黑澀會合併為我愛黑澀棒棒堂
- Love Love Love - 由MeiMei、黑人主持，主要是為仍單身的藝人尋找另一半或朋友。
- CIRCUS ACTION - 共四季。
- Welcome 外星人 - 由蔡康永、威廉、阿緯主持募集有特殊人事物的節目。
- LOLLIPOP哪裡怕 - 由Lollipop棒棒堂主持。
- 無敵青春克 - 由威廉及吳克群主持的夏日泳裝美少女選秀節目。
- 哪裡5打抗 - 由APPLE、容嘉、敖犬、阿緯及小傑主持募集有才藝學生的節目。
- CIRCUS狗仔隊 - CIRCUS新的節目形式，內容是貼身訪問明星並挖出八卦及勁爆問題。
- 美眉普普風 - 由我愛黑澀會美眉主持的音樂節目，每集均設有獨立主題。
- 我愛黑澀棒棒堂 - 由黑人、范范、容嘉、小香主持的農曆新年特別節目。
- 群星閃耀迎虎年 - 在2010年播出的農曆新年節目，由黑人、大牙、阿本、小米（路嘉怡）主持。
- 校園4賤客 - 由CIRCUS主持。
- 我愛黑澀棒棒堂 - 我愛黑澀會和模范棒棒堂合併出來的節目，由黑人、大牙、阿本主持。
- 流行In House - 由小米（路嘉怡）、容嘉主持，介紹最新的美容、服飾及潮流文化，並邀請歌手或專業人士分享打扮心得，於2010年12月停播。（2011的初一特別節目為最後一集）
- 拍拍走
- J讚
- 特別獻禮 - 播放音樂特輯，或歌手演唱會的一小時精華版。台湾版现已停播此节目，但中国大陆版ChannelV截至2025年仍然没有停播此节目（片头的Channel V娱乐台台湾专属Logo亦未取消）。台湾版停播该节目后，该节目目前在中国大陆版channel V上继续播出并由星空华文传媒制作。
- 美少女時代 - 由黑人、黃靖倫、鮪魚主持。
- 青春全員集合 - 由黑人、阿本、CIRCUS-Kid、劉書宏、大元、洪棠主持。
- 明星大暴走ㄚ頭、迅猛龍、吳怡霈、亮哲、楊子儀、張雁名主持。
- 娛樂排排讚 - MC40、容嘉和馬念先主持。
- 校園SUPERMAN - MC40和阿雅主持的綜藝節目。
- V NEWS - 容嘉和郭書瑤主持的節目。

#### 音樂
- VJ普普風 - VJ主持的音樂節目，每集均設有獨立主題。一開始由小香、Henry輪流主持，然後變成超克7的團員主持。在2009年的5月1號改由黑澀會美眉洪詩、瑤瑤、糖果、蚊子、勇兔、玉兔和模范三軍輪流主持。現由改成黑Girl第二代的團員丫頭、糖果、小薰、勇兔主持。
- 音樂V霸主
- 音樂這個讚 - MC40及容嘉主持，播放最新的華語及西洋音樂錄影帶，還有跟發片宣傳期的歌手專訪。
- [V]接客 - 邀請正值宣傳期的歌手主持的音樂節目。
- [V]首映場 - 播放其他電視台尚未播放的新歌音樂錄影帶，於「普普風」時段播出；部份強檔音樂錄影帶則於黃金時段作足本播放。
- 嗆M[V] - 在兩個節目之間播出數分鐘，播放[V]娛樂台近期主打歌曲的音樂錄影帶精華片段。
- 音樂飆榜 - 由容嘉(華語榜)、吳建恆(日韓榜)、MC40(西洋榜)主持的金榜節目，每週公佈20大華語、日韓、10大西洋熱門歌曲的排名。獨立於Channel [V]中國大陸的同名節目；2013年5月11日播出最後一集。

#### 主持人
- 陳建州（黑人） - 我愛黑澀會、Love Love Love、我愛黑澀棒棒堂、美少女時代、青春全員集合
- 范瑋琪（范范） - 模范棒棒堂
- 路嘉怡（小米） - 流行In House
- 趙延慶（小香） - 我愛黑澀會（助理主持、外景主持）、模范棒棒堂（助理主持）、娛樂NP3、流行In House（時尚特派員）、我愛黑澀棒棒堂
- Circus（EASON、KID、LEO、小馬） - CIRCUS ACTION、CIRCUS 狗仔隊、校園4賤客
- 周宜霈（大牙） - 我愛黑澀會（助理主持、外景主持）、模范棒棒堂（第一、二屆-助理主持）、流行In House、美眉普普風、VJ普普風、〔V〕好機會、我愛黑澀棒棒堂
- 黃暐婷（Apple） - 我愛黑澀會（助理主持）、模范棒棒堂（第一、二屆-助理主持）、流行In House、哪裡5打抗、我愛黑澀棒棒堂
- 吳映潔（鬼鬼） - 我愛黑澀會（助理主持）、模范棒棒堂（第一、二屆-助理主持）、流行In House、美眉普普風
- 郭婕祈（MeiMei） - 我愛黑澀會（助理主持）、模范棒棒堂（第一、二屆-助理主持）、流行In House、Love Love Love
- 王婧喬（小蠻） - 我愛黑澀會（助理主持）、模范棒棒堂（第一、二屆-助理主持）、美眉普普風、流行In House
- 張甯兒（甯兒） - 我愛黑澀會（助理主持）、模范棒棒堂（第一、二屆-助理主持）、美眉普普風、流行In House
- 詹子晴（丫頭） - 我愛黑澀會（助理主持）、模范棒棒堂（第一、二屆-助理主持）、美眉普普風、流行In House、VJ普普風
- 黃瀞怡（小薰） - 我愛黑澀會（助理主持）、模范棒棒堂（第一、二屆-助理主持）、美眉普普風、流行In House、VJ普普風
- 陳斯亞（斯亞） - VJ普普風、美眉普普風
- 邱勝翊（王子） - 我愛黑澀會（助理主持）、模范棒棒堂（第二屆-助理主持）、LOLLIPOP哪裡怕
- 楊奇煜（小煜） - 我愛黑澀會（助理主持）、模范棒棒堂（第二屆-助理主持）、LOLLIPOP哪裡怕
- 廖亦崟（威廉） - 我愛黑澀會（助理主持）、模范棒棒堂（第二屆-助理主持）、LOLLIPOP哪裡怕、無敵青春克、Welcome 外星人
- 莊濠全（敖犬） - 我愛黑澀會（助理主持）、模范棒棒堂（第二屆-助理主持）、LOLLIPOP哪裡怕、哪裡5打抗
- 廖允（小） - 我愛黑澀會（助理主持）、模范棒棒堂（第二屆-助理主持）、LOLLIPOP哪裡怕、哪裡5打抗
- 劉俊緯（阿緯） - 我愛黑澀會（助理主持）、模范棒棒堂（第二屆-助理主持）、LOLLIPOP哪裡怕、哪裡5打抗、Welcome 外星人
- 洪詩涵（洪詩） - VJ普普風、美眉普普風、模范棒棒堂（第一屆-助理主持）、流行In House
- 黃喬歆（瑤瑤） - VJ普普風、美眉普普風、模范棒棒堂（第一屆-助理主持）、流行In House
- 鄭梓月（玉兔） - VJ普普風、美眉普普風、流行In House
- 賴薏婷（蚊子） - VJ普普風、美眉普普風
- 鍾順琴（Taco） - 美眉普普風
- 邱翊橙（毛弟） - 我愛黑澀會（助理主持）、模范棒棒堂（第二屆-助理主持）、VJ普普風
- 吳俊諺（鮪魚） - 我愛黑澀會（助理主持、外景主持）、模范棒棒堂（第二屆-助理主持）、VJ普普風、美少女時代
- 簡翔棋（小馬） - 我愛黑澀會（助理主持、外景主持）、模范棒棒堂（第二屆-助理主持）、VJ普普風
- 韋佳宏（野獸） - 我愛黑澀會（助理主持）、模范棒棒堂（第二屆-助理主持）、VJ普普風
- 李　銓（李銓） - 我愛黑澀會（助理主持）、模范棒棒堂（第二屆-助理主持）、VJ普普風
- 黃詩（阿） - VJ普普風
- 林子豪（虎牙） - VJ普普風
- 劉祿存（小祿） - 我愛黑澀會（助理主持）、模范棒棒堂（第二屆-助理主持）、VJ普普風、青春全員集合(旁述)
- 翁瑞迪（阿本） - 我愛黑澀會（助理主持）、模范棒棒堂（第二屆-助理主持）、VJ普普風、我愛黑澀棒棒堂、青春全員集合、V NEWS(助理主持)
- 吳克群 - 無敵青春克
- 蔡康永 - Welcome 外星人
- 黃靖倫 - 美少女時代
- 洪　棠 - 青春全員集合
- 林盈臻 （大元）- 青春全員集合
- 劉書宏 - 青春全員集合
- 大嘴巴 - 音樂飆榜
- 馬念先 - 娛樂排排讚
- 郭書瑤（瑤瑤）- V NEWS
- 阿雅 - 校園SUPERMAN
- 金實基 - 就是愛JK(「聽歌學韓文」助理主持)

### 外購節目

#### 西洋綜藝
- 超級名模生死鬥（American's Next Top Model）
- 超級名模生死鬥英國版（Britain's Next Top Model）
- 超級時尚編輯戰 （Stylista）
- 亂愛高校生（90210）

#### 韓國綜藝
- Nicole重返校園實錄
- 型人塑造Show
- 愛情追緝令
- 100分滿分
- Hello Baby系列[17]
- 青春不敗
- 出發吧!夢之隊
- F(x)'s Koala
- 老么的叛亂時代（朝鲜语：아이돌 막내 반란 시대）
- 夜行星（朝鲜语：밤샘 버라이어티 야행성）
- 4MINUTE的老師好帥（朝鲜语：포미닛의 Mr.티쳐）
- 偶像軍團（朝鲜语：아이돌 군단의 떴다! 그녀）
- Running Man

#### 動畫
- 南方四賤客（只播到第七季）
- GIBAR（動畫）
- 極上生徒會 - 日本KONAMI為原作，J.C.STAFF所製作的日本動畫。
- 網球王子 - 日本許斐剛為原作，TRANS ARTS所製作的日本動畫。
- 魔法少年賈修
- 家庭教師HITMAN REBORN!
- 名偵探柯南

#### 戲劇
- 菜鳥變鳳凰
- 我的夢想型男
- 風吹好日子
- 白色戀人
- 瑪莉外宿中
- 我是傳說

### 概述
「衛視音樂台」，1991年9月15日開播，由音樂電視網（MTV）與衛星電視有限公司（星空傳媒前身，簡稱STAR TV）共同合作經營，直接以MTV標誌為頻道標誌，主要對象為台灣的年輕觀眾。1993年，MTV與STAR TV終止合作衛視音樂台，衛視音樂台改由STAR TV獨立經營，1994年起改稱「Channel [V]」。

### 自製節目

#### 綜藝
- 大潮流
- 吳滿秀（Wu Man Show)
- 銀幕空間（The Ticket）
- No Sweat
- Go West
- 鬥秀場
- WuTan Gang

#### 音樂
- 百事可樂中文TOP20

#### 主持人
- 陶君薇
- 周瑛琦
- 吳大維
- 陳志成
- 蔣同慶
- 柯　藍
- 李浩林